# Mayhem (album)
Mayhem je sedmi studijski album američke pjevačice Lady Gage, objavljen 7. ožujka 2025. preko Streamline i Interscope Recordsa.

## Pozadina i produkcija
Album je sniman u Shangri‑La studiju u Malibuu i Glenwood Place u Burbanku. Gaga, Andrew Watt, Cirkut i Gesaffelstein bili su glavni producenti, s izvršnom produkcijom od Lady Gage, Andrew Watta i njezina zaručnika Michaela Polanskyja. 
Glazbeno, album miješa synth‑pop i industrijske plesne elemente s dodacima discoa, funka i rocka. Tematski album istražuje ljubav, kaos, identitet i želju, često koristeći metafore pretvorbe i dualnosti.

## Singlovi
- Prvi singl „Disease” izašao je 25. listopada 2024.
- Drugi singl „Abracadabra” objavljen je 2. veljače 2025., premijerno emitiran tijekom Grammyja

Album uključuje i hit „Die with a Smile“, duet s Brunom Marsom, koji je postao globalni broj jedan i osvojio Grammy 2025. za Best Pop Duo/Group Performance

## Popis pjesama
| 1.    | »Disease«                             | 3:42 |
| 2.    | »Abracadabra«                         | 3:47 |
| 3.    | »Garden of Eden«                      | 3:45 |
| 4.    | »Perfect Celebrity«                   | 3:21 |
| 5.    | »Vanish Into You«                     | 3:33 |
| 6.    | »Killah (feat. Gesaffelstein)«        | 4:08 |
| 7.    | »Zombieboy«                           | 3:39 |
| 8.    | »LoveDrug«                            | 3:38 |
| 9.    | »How Bad Do U Want Me«                | 3:40 |
| 10.   | »Don’t Call Tonight«                  | 4:11 |
| 11.   | »Shadow Of A Man«                     | 3:54 |
| 12.   | »The Beast«                           | 3:43 |
| 13.   | »Blade of Grass«                      | 3:41 |
| 14.   | »Die With a Smile (feat. Bruno Mars)« | 4:22 |
| 53:04 |                                       |      |

| Bonus pjesma (deluxe izdanje) | Bonus pjesma (deluxe izdanje) | Bonus pjesma (deluxe izdanje) | Bonus pjesma (deluxe izdanje) | Bonus pjesma (deluxe izdanje) | Bonus pjesma (deluxe izdanje) | Bonus pjesma (deluxe izdanje) | Bonus pjesma (deluxe izdanje) | Bonus pjesma (deluxe izdanje) | Bonus pjesma (deluxe izdanje) |
| Br.                           | Skladba                       | Trajanje                      |                               |                               |                               |                               |                               |                               |                               |
| ----------------------------- | ----------------------------- | ----------------------------- | ----------------------------- | ----------------------------- | ----------------------------- | ----------------------------- | ----------------------------- | ----------------------------- | ----------------------------- |
| 11.                           | »Kill for Love«               | 4:01                          |                               |                               |                               |                               |                               |                               |                               |
| 4:01                          |                               |                               |                               |                               |                               |                               |                               |                               |                               |

| Bonus pjesma (japansko izdanje) | Bonus pjesma (japansko izdanje) | Bonus pjesma (japansko izdanje) | Bonus pjesma (japansko izdanje) | Bonus pjesma (japansko izdanje) | Bonus pjesma (japansko izdanje) | Bonus pjesma (japansko izdanje) | Bonus pjesma (japansko izdanje) | Bonus pjesma (japansko izdanje) | Bonus pjesma (japansko izdanje) |
| Br.                             | Skladba                         | Trajanje                        |                                 |                                 |                                 |                                 |                                 |                                 |                                 |
| ------------------------------- | ------------------------------- | ------------------------------- | ------------------------------- | ------------------------------- | ------------------------------- | ------------------------------- | ------------------------------- | ------------------------------- | ------------------------------- |
| 5.                              | »Can’t Stop the High«           | 4:11                            |                                 |                                 |                                 |                                 |                                 |                                 |                                 |
| 4:11                            |                                 |                                 |                                 |                                 |                                 |                                 |                                 |                                 |                                 |